# Єва-Марія Чорнакец
Єва-Марія Чорнакец (в.-луж. Jěwa-Marja Čornakec, нар. 8 січня 1959, село Ворклеці [серболуж. Worklecy, нім. Räcklewitz], Саксонія, НДР) — серболужицька письменниця, журналістка, редакторка, драматургиня, писанкарка.

## Біографія
Народилася 1959 року в селі Ворклеці, недалеко від міста Будишин (Саксонія, Німеччина). Дитинство провела в селі Вотров, де вчилася в початковій школі. Середню школу закінчила в селі Панчиці-Куков, а гімназію в 1977 р. у Будишині.
У 1977–1980 р.р. навчалася у Фаховій бібліотечній школі в Лейпцигу, після якої чотири роки працювала бібліотекаркою у Серболужицькому вчительському інституті в Будишині. У 1985–1990 роках навчалася в Лейпцизькому університеті за спеціальністю культурологія і сорабістика. Протягом 1990–1991 працювала науковою співробітницею в Інституті серболужицького народознавства в Будишині. Від 1992 року працює головною редакторкою серболужицького культурного часопису «Rozhlad», що виходить у Будишині. Мешкає в Дрездені.

## Творчість
Дебютувала як новелістка, здобувши перемогу в літературному конкурсі «Молоде перо» в 1982 році. У 1999 р. вийшла єдина книжка її оповідань «Чорні лапки в голубка». 1994 року видала першу дитячу книжку в стилі фентезі «Таємниця зеленого каміння», а 1996 р. наступну — «Матей у четвертому вимірі». Потім видала сім книжок для дітей у жанрі казки. Пише верхньолужицькою та німецькою мовами.
Має значний драматургічний доробок, частково представлений у збірці п'єс «У світлі свічки» (2009). Авторка чотирьох дитячих мюзиклів у верхньолужицькій та німецькій мовних версіях, які користуються великою популярністю: «Мишка в хмарах» (2001), «Вкрадена корона» (2003), «Забута сорока» (2004), «Змієнятко Дракон» (2009). У 2009 році написала п'єсу «У світлі свічки», яку було поставлено на сцені Німецько-сербського народного театру в Будишині.
4 липня 2011 року отримала премію імені Якуба Чишинського за досягнення у в лужицькій дитячій літературі і драматургії.
Відома писанкарка і авторка найпопулярнішого посібника з писанкарства «Букварик серболужицького писанкарства» (1993), який витримав сім видань.
Книжки перекладено українською та нижньолужицькою мовами.

## Українські видання
- Мишка в хмарах. — Львів: ЛА Піраміда, 2005. — 47 с., переклала Божена Антоняк
- Зачарована сорока. — Львів: ЛА Піраміда, 2005. — 44 с., переклала Божена Антоняк

### Інтерв'ю
- Єва-Марія Чорнакец: Love-story від серболужицької письменниці